# Vestalis amaryllis
Vestalis amaryllis – gatunek ważki z rodziny świteziankowatych (Calopterygidae). Występuje na Archipelagu Malajskim, stwierdzony na wyspach Bangka (w pobliżu południowo-wschodniego wybrzeża Sumatry), Borneo, Banggi i Balabac (na północ od Borneo).